# Birmingham Open
Il Birmingham Open è stato un torneo di tennis facente parte dell'ATP Tour.
Si è giocato solo nel 1991 a Birmingham in Inghilterra su campi in sintetico indoor.

## Albo d'oro

### Singolare
| Anno      | Vincitore     | Finalista       | Punteggio   |
| --------- | ------------- | --------------- | ----------- |
| 1978      | Jimmy Connors | Raúl Ramírez    | 6-3 6-1 6-2 |
| 1979-1990 | Non disputato |                 |             |
| 1991      | Michael Chang | Guillaume Raoux | 6-3, 6-2    |

### Doppio
| Anno      | Vincitori                       | Finalisti                       | Punteggio           |
| --------- | ------------------------------- | ------------------------------- | ------------------- |
| 1978      | Dick Stockton / Erik Van Dillen | José Luis Clerc / Belus Prajoux | 4-6 6-1 3-6 8-6 6-3 |
| 1979-1990 | Non disputato                   |                                 |                     |
| 1991      | Jacco Eltingh / Paul Wekesa     | Ronnie Båthman / Rikard Bergh   | 7-5, 7-5            |